# Freddy Quinn ’91 – Die schönsten Weihnachtslieder
Freddy Quinn ’91 – Die schönsten Weihnachtslieder ist das 49. Studioalbum sowie das dritte Weihnachtsalbum des österreichischen Schlagersängers Freddy Quinn, das 1991 im Musiklabel Pilz auf Compact Disc (Nummer: 44 1047-2) erschien. Das Album konnte sich nicht in den deutschen Albumcharts platzieren. Singleauskopplungen wurden keine produziert. Bis auf das Lied Der erste Schnee waren alle Lieder auf den früheren Weihnachtsalben Quinns, Weihnachten auf hoher See und Weihnachten mit Freddy, veröffentlicht worden; davon waren Oh Tannenbaum und Stille Nacht, heilige Nacht auf beiden früheren vorhanden gewesen.

## Titelliste
Das Album beinhaltet folgende 16 Titel:
1. Leise rieselt der Schnee (im Original als Weihnachtsgruß von Eduard Ebel, 1895[3])
2. Alle Jahre wieder (im Original von Friedrich Silcher und Wilhelm Hey, 1841[4])
3. Oh Tannenbaum (im Original als Der Tannenbaum von August Zarnack, Ernst Anschütz und Melchior Franck, 1824[5])
4. Ihr Kinderlein, kommet (im Original als Die Kinder bey der Krippe von Christoph von Schmid und Johann Abraham Peter Schulz, 1810[6])
5. Sankt Niklas war ein Seemann
6. Süßer die Glocken nie klingen (im Original ein Volkslied[7])
7. Morgen, Kinder, wird’s was geben (im Original von Carl Gottlieb Hering, 1809[8])
8. Jingle Bells (im Original als One-Horse Open Sleigh von James Lord Pierpont, 1857[9])
9. Am Weihnachtsbaume die Lichter brennen (im Original ein Volkslied[10])
10. White Christmas (im Original von Bing Crosby & Marjorie Reynolds, 1942[11])
11. Der erste Schnee
12. Es ist ein Ros’ entsprungen (im Original ein Volkslied[12])
13. Ave Maria (im Original von Charles Gounod, 1852[13])
14. Kommet, ihr Hirten (im Original ein Volkslied[14])
15. O du fröhliche (im Original ein Volkslied[15])
16. Stille Nacht, heilige Nacht (im Original von Franz Xaver Gruber und Joseph Mohr, 1818[16])